# 박장데소
《박장데소》는 SBS TV에서 방영된 텔레비전 프로그램이며 2020년 6월 13일부터 2020년 8월 22일까지 방송되었다.

## 기획 의도
연애 고수들이 추천하는 데이트 팁과 요즘 핵인싸들의 놀이, 그리고 핫플레이스 정보까지 한 번에 만날 수 있는 커플 맞춤형 데이트 컨설팅 프로그램이다.

## 방송 시간
| 방송 채널 | 방송 기간                         | 방송 시간 | 방송 시간                    | 비고                  |
| --------- | --------------------------------- | --------- | ---------------------------- | --------------------- |
| SBS TV    | 2020년 6월 13일                   | 1부       | 매주 토요일 밤 9:00 ~ 9:50   | 분리 편성 (1, 2, 3부) |
| SBS TV    | 2020년 6월 13일                   | 2부       | 매주 토요일 밤 9:50 ~ 10:30  | 분리 편성 (1, 2, 3부) |
| SBS TV    | 2020년 6월 13일                   | 3부       | 매주 토요일 밤 10:30 ~ 11:10 | 분리 편성 (1, 2, 3부) |
| SBS TV    | 2020년 6월 20일 ~ 2020년 8월 22일 | 1부       | 매주 토요일 밤 9:00 ~ 9:30   | 분리 편성 (1, 2부)    |
| SBS TV    | 2020년 6월 20일 ~ 2020년 8월 22일 | 2부       | 매주 토요일 밤 9:30 ~ 10:00  | 분리 편성 (1, 2부)    |

## 역대 출연자

### 현재 출연자
| 출연진 및 패널 | 방송 기간                         | 방송 회차 | 비고 |
| -------------- | --------------------------------- | --------- | ---- |
| 박나래         | 2020년 6월 13일 ~ 2020년 8월 22일 | 1 ~ 11회  |      |
| 장도연         | 2020년 6월 13일 ~ 2020년 8월 22일 | 1 ~ 11회  |      |
| 박아인         | 2020년 6월 13일 ~ 2020년 8월 22일 | 1 ~ 11회  |      |

## 수상 목록
- 2020년 SBS 연예대상 핫 스타상 (박나래, 장도연)
- 2020년 SBS 연예대상 쇼 버라이어티부문 우수상 (장도연)